# Joe Wilson (polityk)
Anthony Joseph (Joe) Wilson (ur. 6 lipca 1937 w Birkenhead) – brytyjski i walijski polityk oraz nauczyciel, poseł do Parlamentu Europejskiego III i IV kadencji.

## Życiorys
Kształcił się w Loughborough College i na Uniwersytecie Walijskim. Pracował jako nauczyciel, menedżer w instytucji edukacyjnej, a następnie wykładowca w North East Wales Institute of Higher Education. W latach 1989–1999 z ramienia laburzystów przez dwie kadencje sprawował mandat eurodeputowanego, wchodząc w skład frakcji socjalistycznej. Pracował m.in. w Komisji ds. Rolnictwa i Rozwoju Wsi.